# Bassano Romano
Bassano Romano er en italiensk by (og kommune) i regionen Lazio i Italien, med omkring 4.600(2023) indbyggere.